# Phallichthys tico
Phallichthys tico és una espècie de peix de la família dels pecílids i de l'ordre dels ciprinodontiformes.
Les femelles poden assolir els 3,5 cm de longitud total.
Es troba a Centreamèrica.